# Vicente Gerbasi

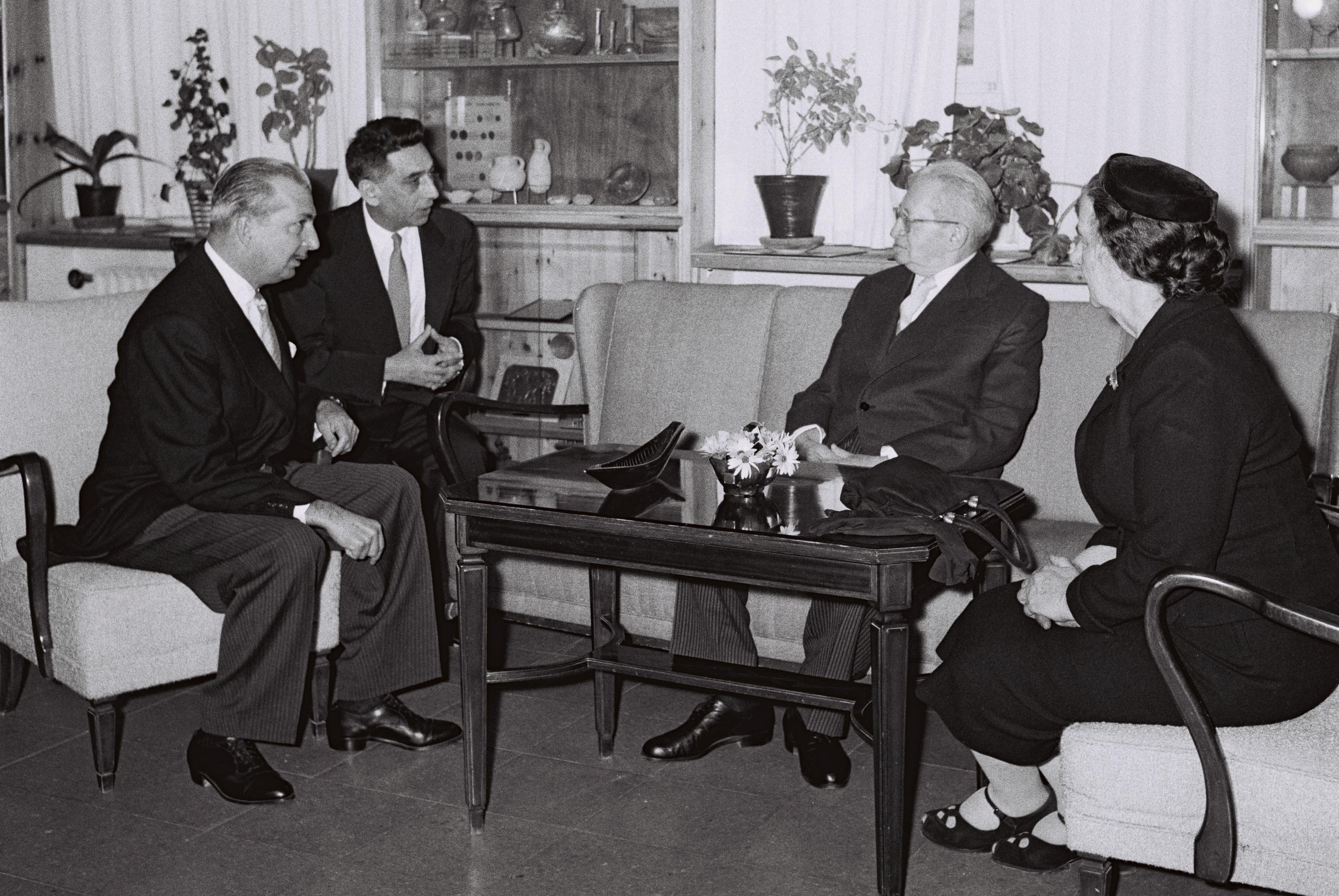
Vincente Gerbasi, links im Bild, mit Yitzhak Ben-Zvi und Golda Meir 1960 in Jerusalem

Vicente Gerbasi (* 2. Juni 1913 in Canaobo, Carabobo; † 28. Dezember 1992 in Caracas) war ein venezolanischer Lyriker und Diplomat.
Vicente Gerbasi wurde in Canoabo, einer kleinen Stadt in Carabobo im Norden Venezuelas als Sohn italienischer Einwanderer geboren. Er war Mitbegründer der avantgardistischen Kulturzeitschrift Viernes. Später wurde er Botschafter Venezuelas und Kulturattaché im diplomatischen Dienst in verschiedenen Ländern, darunter Haiti (1959), Israel (1960–1964), Dänemark und Norwegen, Polen (1969–1971).  

## Werke
- Vigilia del náufrago, 1937
- Bosque doliente, 1940
- Liras, 1943
- Poemas de la noche y de la tierra, 1943
- Mi padre, el inmigrante, 1945
- Tres nocturnos, 1947
- Poemas, 1947
- Los espacios cálidos, 1952
- Círculos del trueno, 1953
- La rama del relámpago, 1953
- Tirano de sombra y fuego, 1955
- Por arte del sol, 1958
- Olivos de eternidad, 1961
- Retumba como un sótano del cielo, 1977
- Edades perdidas, 1981
- Los colores ocultos, 1985
- Un día muy distante, 1987
- El solitario viento de las hojas, 1990
- Iniciación a la intemperie, 1990

1958 mit dem Sturz von Marcos Pérez Jiménez trat Vicente Gerbasi in den auswärtigen Dienst.
| Vorgänger | Amt                                                               | Nachfolger |
| --------- | ----------------------------------------------------------------- | ---------- |
| —         | venezolanischer Botschafter in Port-au-Prince 1959                | —          |
| —         | venezolanischer Botschafter in Tel Aviv 1960–1964                 | —          |
| —         | venezolanischer Botschafter in Stockholm und Kopenhagen 1964–1969 | —          |
| —         | venezolanischer Botschafter in Warschau 1970–1971                 | —          |